# Live painting
Ne doit pas être confondu avec Light painting.

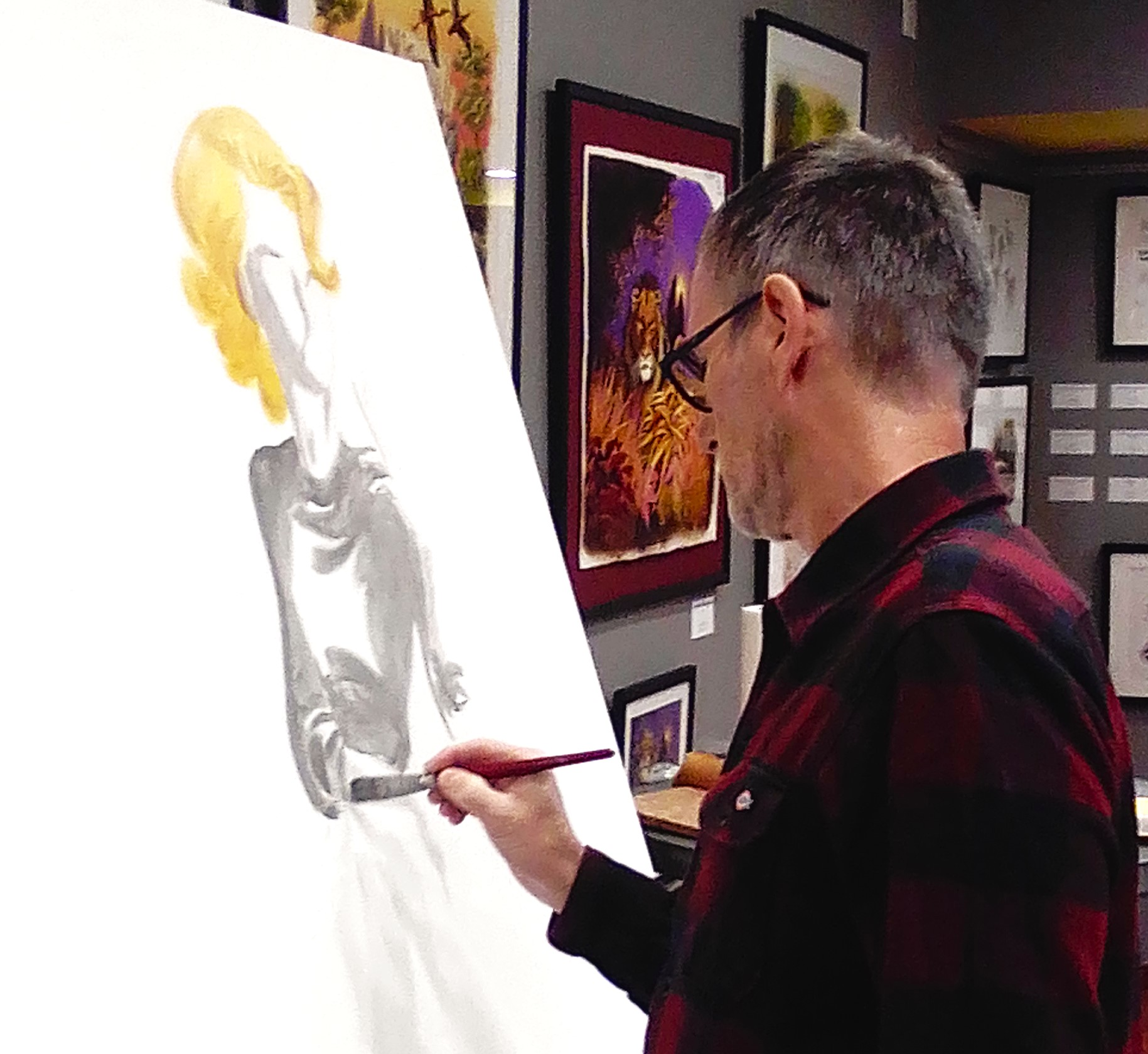
Laurent Verron en performance de live painting dans la galerie Momie à Grenoble en 2023.

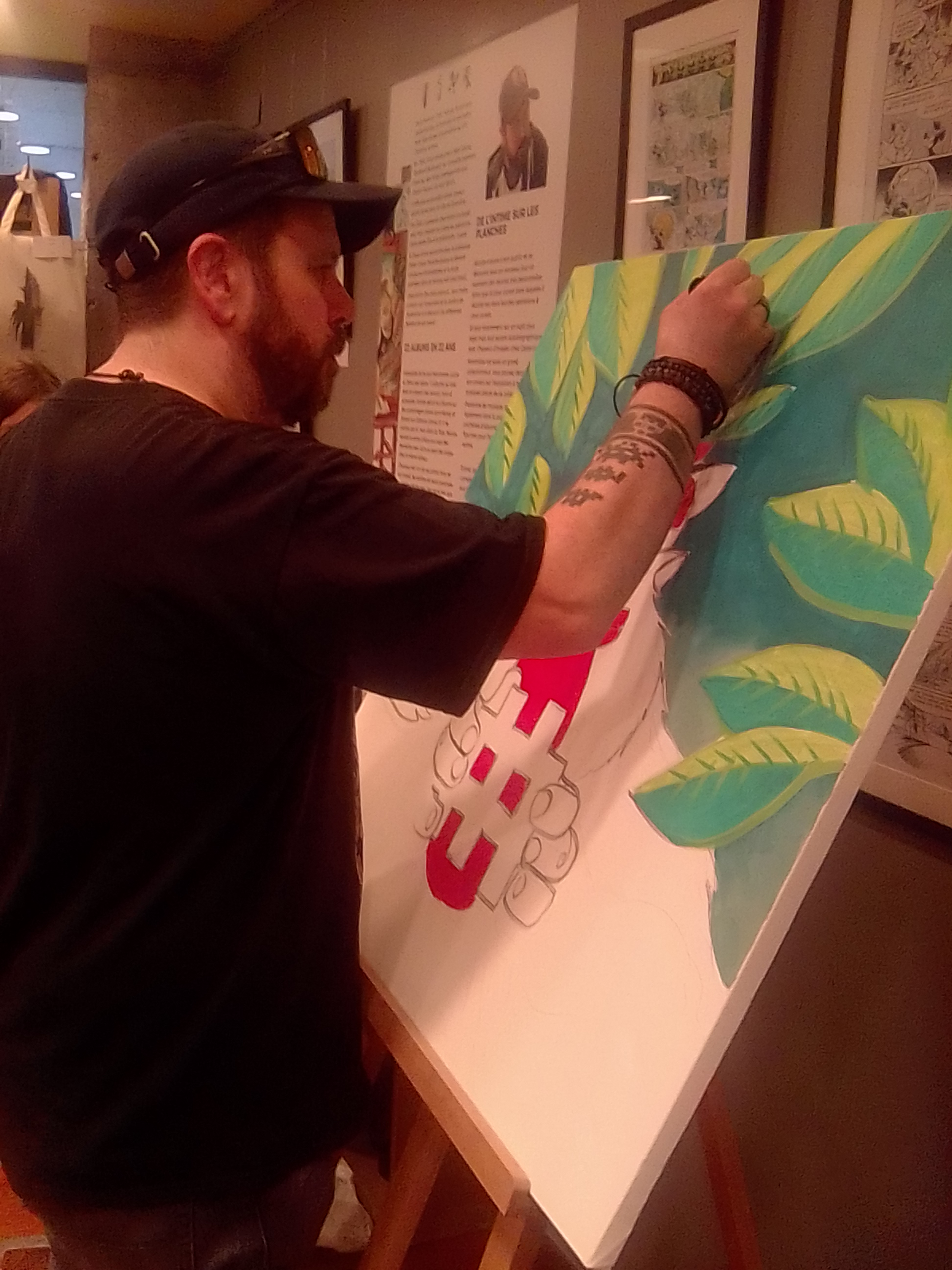
Nicolas Keramidas en performance de live painting dans la galerie Momie à Grenoble en 2024.

Le live painting ou peinture en direct est une forme de performance visuelle durant laquelle un (quelquefois plusieurs) artiste complète son œuvre d'art visuelle lors d'un rassemblement public, souvent dans une salle de spectacle, une galerie ou toute forme de lieu accueillant un événement public. Il peut également être accompagné d'une musique interprétée en direct.

## Présentation
Le terme « live painting » définit une création en direct d’une œuvre peinte improvisée et spontanée. Généralement, cette prestation se déroule devant un public tout en se présentant comme une technique d’art contemporain, la peinture en direct permettant à l’artiste d’exécuter une œuvre originale. L'artiste peut utiliser divers matériaux, peinture, collage, sable coloré, etc. L'exécution de cette prestation artistique peut être accompagnée de musique, chant ou tout autre forme d'animation culturelle. Cette art peut également s'exercer en pleine nature,.
Considéré comme une performance artistique, ce type de création est particulièrement prisé dans l'art urbain (street art ou muralisme), notamment lors de festival de street art durant lesquels les artistes créent leurs oeuvres en direct sur des sites choisis en collaboration avec les organisateurs et l'accord des collectivités,.

## Prestations artistiques

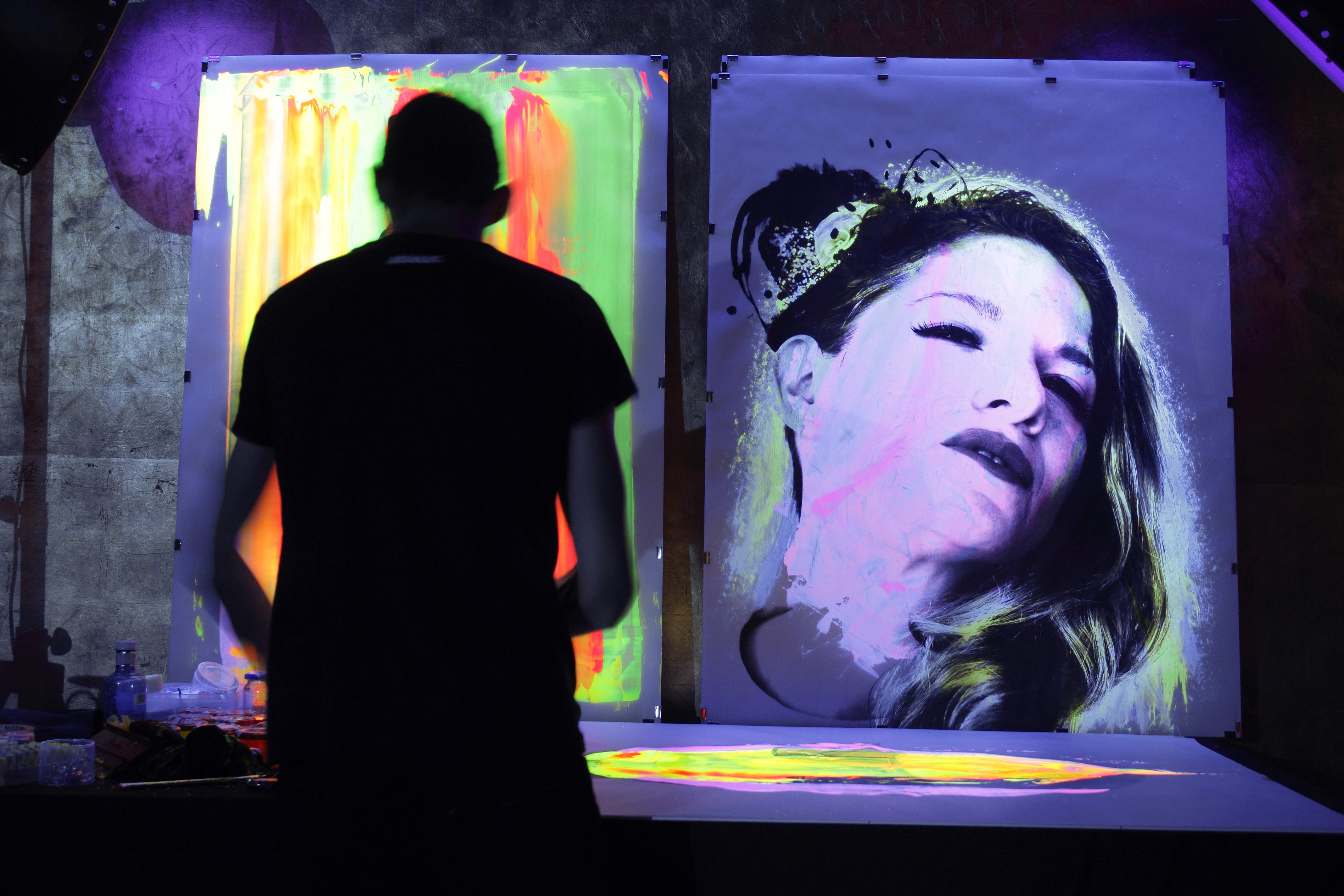
Live Painting de Beo Beyond au Shôko Club de Barcelone

En 1996, l'auteur-compositeur-interprète français Claude Nougaro peint une huile et feutre sur toile, intitulée « Autoportrait » en live, durant une nuit entière, devant le public qui assistait aux rencontres de Maubourguet dans les Hautes-Pyrénées et qui réunissait de nombreux artistes.
Une prestation de live-painting, dénommée « (P)ARTY », est organisé en juin 2015 par trois artistes à Ixelles, une des communes de la région de Bruxelles-Capitale en Belgique. Monk et Mr X (déjà reconnu dans ce type de créations dans ce pays), le troisième volet est assuré par l'artiste Krys Lamuster, un graffeur, sur une idée d'une agence média et marketing bruxelloise.
L'artiste Aurélien Farlet a proposé une prestation de live Painting en se faisant accompagner lors de l'exécution de son oeuvre par le pianiste Bertrand Coynault dans le cadre de l’ancien monastère bénédictin de Saint-Riquier en juillet 2021.
La galerie Goldshteyn-Saatort, située dans le 7ème arrondissement de Paris a proposé au public une semaine Live Painting en juin 2022 en présentant les artistes Sebastian Riffo Montenegro, artiste chilien et Ruben Carrasco, artiste mexicano-canadien.
La commune de Bouxviller, située en Alsace, a organisé le 15 juillet 2022, dans le cadre des « vendredis de l’été », un spectacle de rue grand format, dénommé « La Tortue de Gauguin » et durant lequel des artistes vont peindre devant le public d’énormes toiles sur fond de musique et de textes.

## Concours artistique
Créé en 2012 pour des raisons caritatives, le concours Youth World Cup Live Painting Competition est un événement d’envergure internationale organisé par le « Canada Youth Arts Development Foundation » avec l’aide d’UNICEF Canada. La 10e édition du concours s'est déroulée le 10 avril 2023 à Vancouver. À l'avenir, la Fondation canadienne pour le développement des arts jeunesse espère transformer le concours annuel et l'événement caritatif en une célébration annuelle de la peinture, des échanges culturels et artistiques, et « offrir aux enfants l'accès nécessaire pour transformer leurs rêves en réalité ».